# Sh2-155
La Nebulosa de la Caverna, Sh2-155 o Caldwell 9, es una nebulosa brillante de clasificación E dentro de un largo complejo nebuloso, conteniendo emisión, reflexión y oscura nebulosidad. Se encuentra localizada en la constelación de Cefeo.
Visualmente es un objeto difícil, pero con una exposición adecuada, hace una imagen llamativa. La nebulosa debe su nombre a la porción oscura ubicada en la parte oriental que colinda con la curva brillante de emisión nebulosa que da la apariencia de una profunda cueva cuando se ve a través de un telescopio.